# Hans Beyth

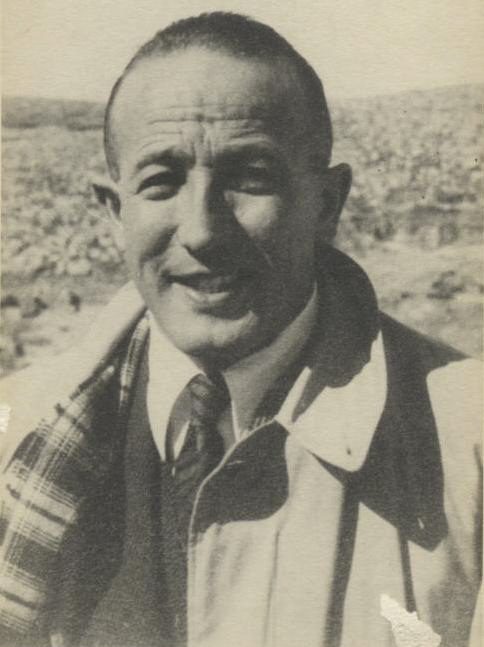
Hans Beyth

Hans Shmuel Beyth (* 5. Oktober 1901 in Bleicherode; † 26. Dezember 1947 bei einem Feuergefecht in Castel, Britisch-Palästina) war ein deutscher Bankier und Zionist. Er war ab 1935 engster Mitarbeiter von Henrietta Szold und übernahm Anfang 1945 die Führung der Kinder- und Jugend-Alijah in Palästina bis zu seinem Tode kurz vor der Staatsgründung Israels. Durch seine Aktivitäten rettete er tausenden von Kindern und Jugendlichen das Leben.

## Leben

### Deutschland
Hans Beyth entstammte einer alteingesessenen, im Ort sehr angesehenen, jüdischen Familie aus dem seit 1648 brandenburgisch-preußischen Bleicherode (heute zu Thüringen gehörig). Die Familie Beyth war mit am Aufbau der Textilindustrie beteiligt, mehrere Mitglieder der Familie erhielten militärische Auszeichnungen im Ersten Weltkrieg. Beyth hatte sich schon als Jugendlicher in der gerade in Thüringen und Preußen besonders aktiven jüdischen Jugendbewegung engagiert, die kurz vor dem Ersten Weltkrieg aus dem Wandervogel entstanden war, in dem sich zunehmend antisemitisches und völkisch-nationalistisches Gedankengut breitmachte und jüdische Jugendliche systematisch aus der Organisation gedrängt wurden. Kurz nach dem Ersten Weltkrieg begann die jüdische Jugendbewegung, sich unter dem Banner „Blau-Weiß“ zunehmend für zionistische Projekte zu engagieren, zum Teil unter dem Eindruck der nach dem verlorenen Krieg immer zahlreicher werdenden antisemitischen Übergriffe, die in ersten Boykottaktionen und dem Mord an Walter Rathenau gipfelten. Beyth war von Anfang an in dieser Bewegung aktiv, indem er zum Beispiel die landwirtschaftlich-gärtnerische Ausbildung der jungen Zionisten im Rahmen der „Hachschara“, u. a. die Hechaluz-Einrichtung in Wolfenbüttel mit organisierte. 

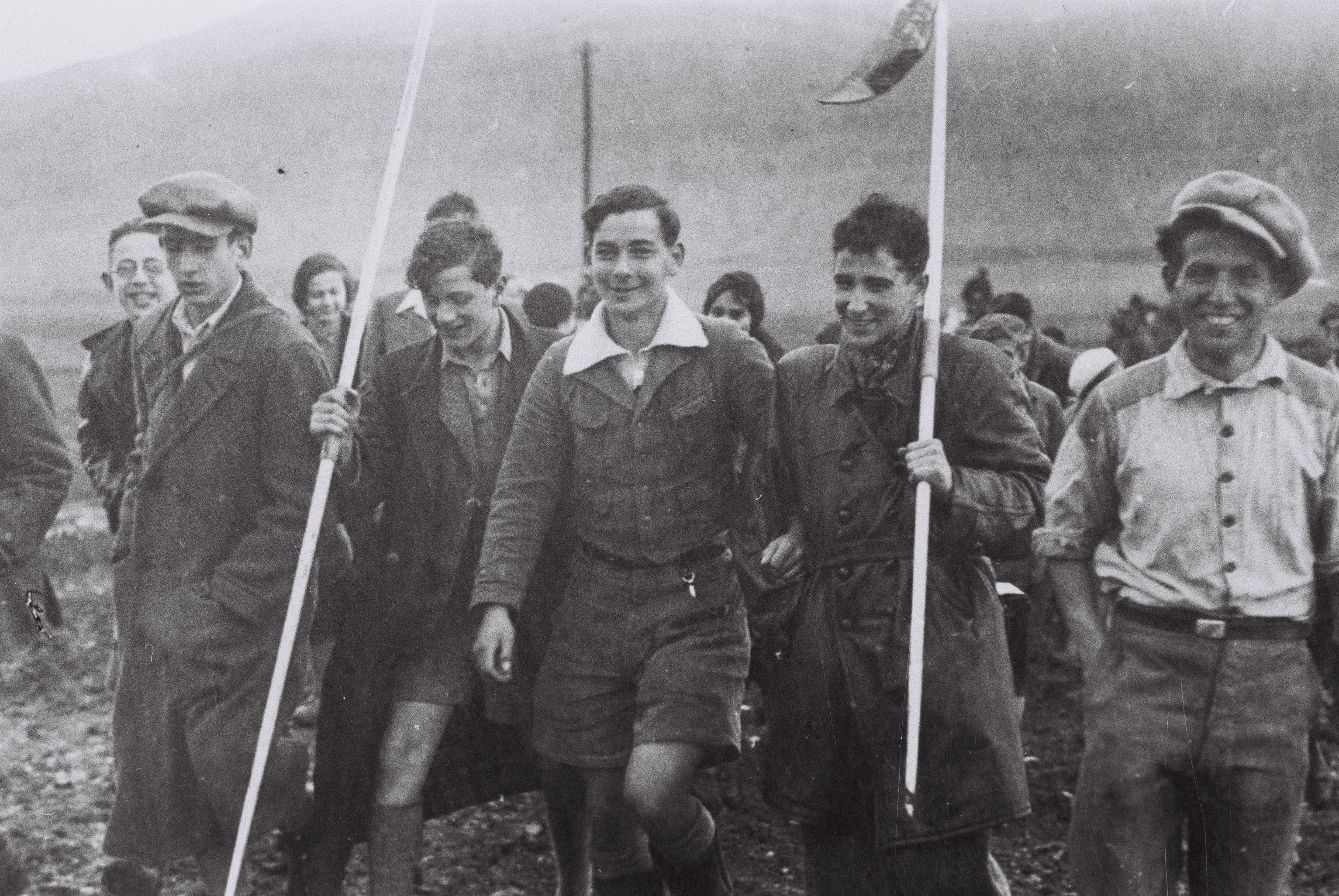
Ein Charod, 1934: Die erste Gruppe der Jugend-Alijah aus Deutschland trifft ein.

Nach dem Besuch des Realgymnasiums in Nordhausen (ohne Abschluss) absolvierte Beyth zunächst in Hildesheim eine Banklehre bis 1920. Aufgrund der oben beschriebenen Erfahrungen war er bereits zu dieser Zeit in zionistischen Organisationen aktiv. Von 1920 bis 1924 arbeitete er in Berlin für verschiedene Firmen als Börsenmakler (Hochmann, Zeidler & Co., Lichtenstein). 1923 besuchte er zum ersten Mal Palästina. 1924–25 ließ er sich in der Herstellung von Konserven ausbilden, 1925 bis 1934 war er wieder in Berlin als Börsenmakler tätig (Kurzynski und Co., Cohn und Bernstein).
Nach 1933 engagierte sich Beyth zunächst in der „Jüdischen Jugendhilfe“, die, von Recha Freier, der Ehefrau eines bekannten Berliner Rabbiners, gegründet, die Urzelle der Kinder- und Jugend-Alijah wurde. Anschließend war er in den „Hechaluz“-Ausbildungseinrichtungen in Harlingen (Niederlande) tätig. Aus der Jugendarbeit kannte Hans Beyth Hugo Rosenthal, dem er in enger Freundschaft verbunden war. Er gehörte zu dessen wichtigsten Beratern beim Aufbau des Jüdischen Landschulheims Herrlingen, bevor er 1935/1936 mit seiner Familie nach Palästina emigrierte. Beyth war es auch, der den als Arzt nicht zugelassenen Klaus Dreyer mit Rosenthal bekannt machte und Dreyer damit eine Anstellung als Sportlehrer in Herrlingen verschaffte.

### Palästina
In Palästina wurde Beyth zunächst der Vertreter Deutschlands in der Kinder- und Jugend-Alijah und sollte als erfahrener deutscher Banker Ordnung in die Finanzen der Organisation bringen. Aufgrund seiner erheblichen Organisationskompetenz wurde er aber sehr bald engster Mitarbeiter von Henrietta Szold, die die Organisation in Palästina leitete. Beyth rettete durch seine Aktivitäten tausenden jüdischen Kindern das Leben. Er organisierte ihre Entkommen aus Europa in jüdische Ortschaften in Palästina und kümmerte sich zum Teil persönlich um sie in Einrichtungen für jüdische Flüchtlinge in Britisch-Zypern und nach 1945 in den zahlreichen sogenannten „DP-Lagern“ überall in Europa.
Beyth und Szold waren auch in die Rettung der sogenannten Teheran-Kinder involviert. 1942 waren etwa 700 meist polnisch-jüdische Kinder nach der Besetzung Polens durch die deutsche Wehrmacht auf ihrer Flucht über die Sowjetunion in den Iran gelangt.
Beyth und Szold setzten sich bei der Jewish Agency for Israel dafür ein, dass die Weiterreise der Kinder und Jugendlichen nach Palästina unter der Obhut der Jugend-Alijah erfolgt. Auf ihr Betreiben hin wurden nach dem Eintreffen der Kinder am 18. Februar 1943 im Flüchtlingslager Atlit in Atlit 11 Camps eingerichtet, in denen sich die Kinder und Jugendlichen erholen konnten und betreut wurden. Die Teheran Kinder waren die größte Gruppe von Holocaust-Überlebenden, die während des Zweiten Weltkriegs in Palästina ankamen.

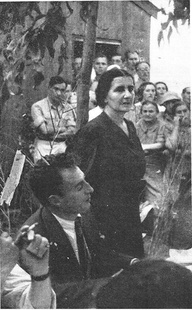
Golda Meir, 1943. Sie überlebte den Angriff am 26. Dezember 1947 unverletzt, bei dem Beyth getötet wurde.

Nach dem Tode von Henrietta Szold übernahm Hans Beyth 1945 die Leitung der Jugend-Alijah.
Am 26. Dezember 1947 begleitete Beyth einen Transport von Flüchtlingskindern von Tel Aviv nach Jerusalem, im Rahmen der damals von den Zionisten organisierten bewaffneten Konvois. Nach dem UN-Teilungsbeschluss am 29. November 1947 waren Übergriffe arabischer Gruppen auf die zionistischen Siedler und Anschläge radikaler jüdischer Gruppen wie der Lehi sehr schnell zum Bürgerkrieg eskaliert, der besonders heftig westlich von Jerusalem tobte, wo arabische Truppen die Straße von Tel Aviv nach Jerusalem zum Teil unter ihre Kontrolle gebracht hatten und dort Konvois der Zionisten beschossen. Beyth hatte ursprünglich den Bus mit den Kindern in einem Personenwagen begleiten wollen, mit ihm reisten zwei prominente Vertreter der Jewish Agency, Golda Meir und Jitzchak Gruenbaum. Er stellte aber den Platz im Wagen einem mitreisenden amerikanischen Vertreter der Youth Aliya zur Verfügung und reiste mit den Kindern im Bus. Die Zionisten durften sich offiziell nicht bewaffnen und wurden von britischen Armeeeinheiten begleitet, die aber (nach zionistischer Darstellung) die Konvois in der Nähe der arabischen Stellungen „ihrem Schicksal überließen“, so dass sich die Zionisten mit heimlich mitgeführten Waffen selbst verteidigen mussten. Wie andere Konvois zu dieser Zeit geriet auch dieser Transport bei Latrun und später bei Castel unter arabischen Beschuss. Beide Orte waren damals arabische Exklaven, aus denen  heraus die arabische Seite die Verbindung zwischen Tel Aviv und Jerusalem zum Teil unterbrechen konnte.
Beim zweiten Angriff in Castel zog Beyth seine Pistole und erwiderte das Feuer, wurde aber im folgenden Feuergefecht tödlich getroffen.

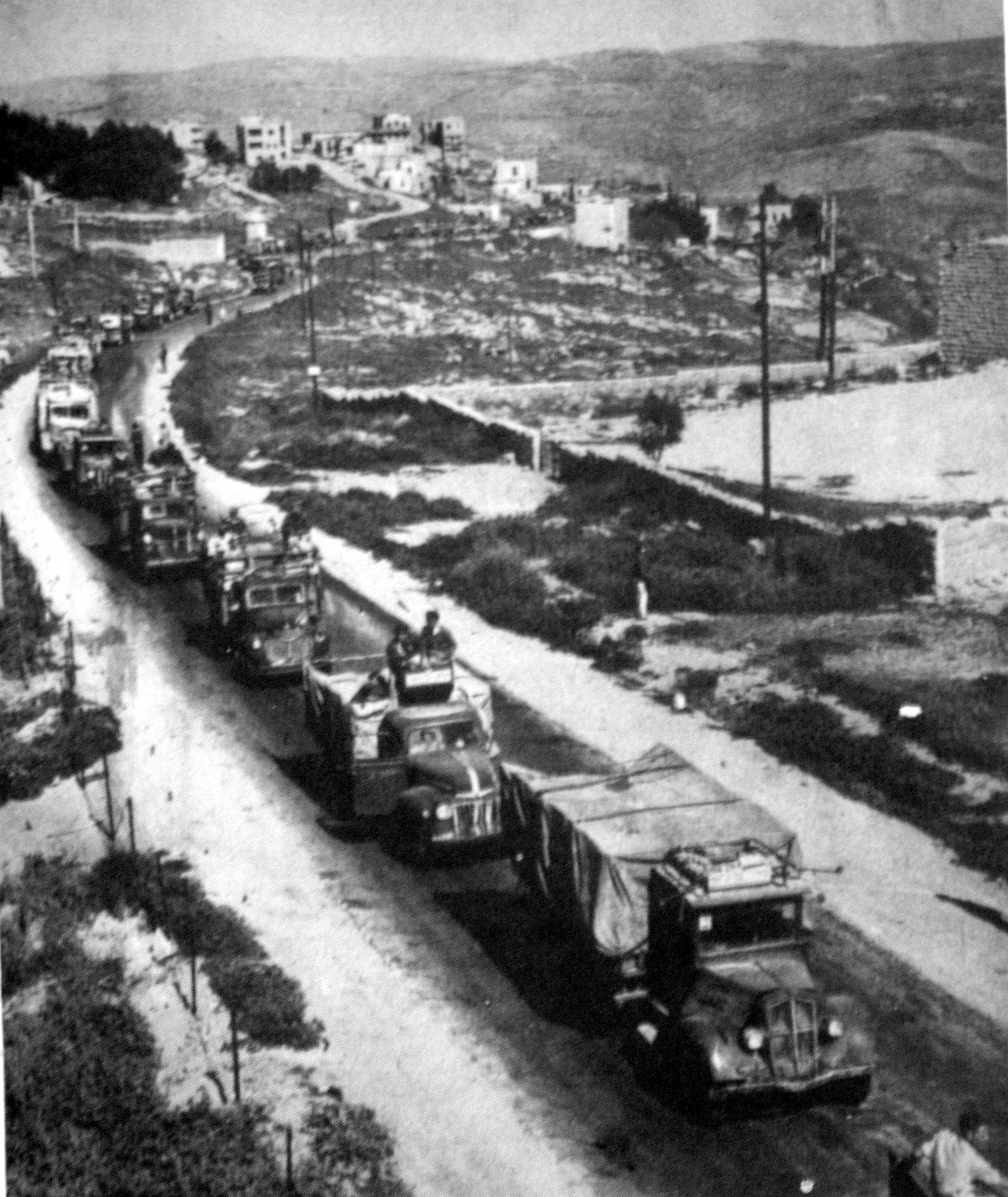
Zionistischer LKW-Konvoi von Tel Aviv nach Jerusalem, 1948

## Nachwirkungen
Die von Beyth wesentlich mit aufgebaute Kinder- und Jugend-Alijah und ihre Gründerin Recha Freier wurden 1954 von Albert Einstein für den Friedensnobelpreis vorgeschlagen Nach Hans Beyth wurde in Jerusalem eine große Durchgangsstraße benannt („Shmu’el Bait“, auch „Hans Beyth Street“), die vom Herzlberg (Yad Vashem) Richtung Innenstadt führt und die Straßen „Sderot Herzl“ und „Sderot Menachem Begin“ verbindet.

## Film
- AUFBRUCH DER JUGEND! (Deutschland, Palästina, 1936) – Ein Film aus dem Leben der jüdischen Jugend aus Deutschland in Palästina: im Auftrage der Arbeitsgemeinschaft für Kinder – und Jugend – Alijah Berlin, hergestellt von Lou Landauer (Jerusalem). Bearbeitet von Eva Stern und Marta Goldberg (Original-Vorspann, Abschrift lt. Kopie: Steven Spielberg Jewish Film Archive, Jerusalem) (Hans Beyth ist in dem Film zu sehen.) Fritz Bauer Institut Frankfurt – Cinematographie des Holocaust – FBW002570 (Link zurzeit nicht verfügbar, Stand: 12. Mai 2014)
  - Rahel Wischnitzer-Bernstein: Der Film der Jugendalija. In: Gemeindeblatt der Jüdischen Gemeinde zu Berlin. Jg. 26, Nr. 22, 31. Mai 1936.
  - N.: Unsere Jugend – unsere Zukunft. Ein Abend der Jugend-Alijah. In: Jüdische Rundschau. (Berlin), Jg. 41, Nr. 45, 4. Juni 1936.